# 金城大和
金城 大和（日语：きんじょう やまと、1983年9月9日—）是日本冲绳县那霸市出生的男性演员兼聲優，曾隶属于剧团青年座經紀公司，現隶属于Stay Luck經紀公司。他在2013年超级战队特摄作品《兽电战队强龙者》之中，他的角色为「有动伸治／强龙蓝」。

## 生平
在2002年，金城在高等学校毕业并移居东京。他在酒馆里做兼职工作，尤其是保安员。金城于2010年开始担任演员并主要在舞台演出。到了2013年，他在《獸電戰隊強龍者》之中饰演「有动伸治／强龙蓝」。他是继2012年《特命战队Go Busters》之后第二代最年长的初期成员皆为蓝色战士之演员。

## 演出作品

### 电视剧
| 年份 | 剧名           | 角色                      | 电视台     | 备注                  |
| 2013 | 兽电战队强龙者 | 有动伸治／强龙蓝          | 朝日电视台 |                       |
| 2022 | 假面騎士GEATS  | 豪德寺武／假面騎士SHIROWE | 朝日电视台 | 第1話、第17話、第18話 |
| 2023 | 國王戰隊帝王者 | 有动伸治／强龙蓝          | 朝日电视台 | 第32話-第33話         |

### 电影
| 年份 | 片名                                                       | 角色             | 备注 |
| 2013 | 特命战队Go Busters VS 海贼战队豪快者 THE MOVIE             | 强龙蓝（声演）   |      |
| 2013 | 假面骑士x超级战队×宇宙刑事 超级英雄大战Z                   | 有动伸治／强龙蓝 |      |
| 2013 | 剧场版 兽电战队强龙者 GABURINCHO OF MUSIC                  | 有动伸治／强龙蓝 |      |
| 2014 | 兽电战队强龙者 VS Go Busters 恐龙大決战！ 再见永远的朋友啊 | 有动伸治／强龙蓝 |      |
| 2015 | 烈车战队特急者 VS 强龙者 THE MOVIE                         | 有动伸治／强龙蓝 |      |
| 2024 | 國王戰隊帝王者VS強龍者                                     | 有动伸治／强龙蓝 |      |

### 配音
※粗體字為主要角色。

#### 电视动画
2014年
- 遊戲王ARC-V（黑咲隼）

2015年
- 排球少年！！第二季（田澤裕樹）

2023年
- 她去公爵家的理由（約翰迪恩·麥米倫）

2025年
- 在沖繩喜歡上的女孩方言講得太過令人困擾（比嘉鐵[3]）
- 红战士在异世界成了冒险者（连不上线）
- 終末起點（レイノルズ・レイウィン[4]）

#### OVA
2017年
- 排球少年！！「特集！赌在春高排球上的青春」（千坂）

#### 外語片配音
2015年
- 泰迪熊2（汤姆·布雷迪）